# Засєкін Дмитро Адамович
Засєкін Дмитро Адамович (23.08.1954, м. Прокопівськ, Кемерівська обл., Радянський союз (нині Росія) — ветеринарний лікар.

## Біографія
1959 — родина мігрувала до України
1961 — учень 1 класу Маневицької середньої школи, Волинської обл.
1969 — вступив на навчання до Рожищенського зооветеринарного технікуму (ветеринарне відділення), Волинська обл.
1973 — працював ветфельдшером племзаводу «Мелітопольський», Запорізька обл.
1973—1975 — служба в Збройних Силах СРСР (в/ч 01646), сержант, хорунжий запасу. 1975 — слухач підготовчого відділення ветеринарного факультету Української сільськогосподарської академії, м. Київ
1976—1981 — студент ветеринарного факультету Української сільськогосподарської академії, м. Київ
1981—1984 — працював у Московському РК ЛКСМУ, м. Київ на посаді звільненого секретаря комітету комсомолу УСГА
1984—1987 — аспірант кафедри біохімії і біотехнології (науковий керівник академік Д. О. Мельничук) 1989 — кандидат біологічних наук.
У жовтні 1989 року захистив кандидатську дисертацію на тему: «Кислотно-щелочное равновесие и электролитный состав крови новорожденных телят в норме и при острых расстройствах пищеварения» за спеціальністю 03.00.04 — біохімія у спеціалізованій вченій раді при Всесоюзному науково-дослідному інституті експериментальної ветеринарії ім. Я. Р. Коваленко (м. Москва).
1989 — асистент кафедри біохімії і біотехнології
1992 — отримав вчене звання доцента кафедри біохімії і біотехнології 1991—1998 — за сумісництвом завідував лабораторією клінічної та екологічної біохімії УСГА
1998—2001 — докторант кафедри гігієни тварин ім А. К. Скороходька (науковий консультант професор Захаренко М. О.) 27 червня 2002 року захистив докторську дисертацію на тему: «Моніторинг важких металів у довкіллі України та способи зниження їх надлишку в організмі тварин» за спеціальністю 16.00.06 — гігієна тварин та ветеринарна санітарія.
2003 — отримав диплом професора кафедри гігієни тварин ім. А. К. Скороходька
У 2002 та 2005 роках Міжнародним біографічним центром (Кембридж, Англія) визнавався вченим року.
2005 — обраний академіком АН ВШ України
2006 — голова спеціалізованої вченої ради Д 26.004.12 2008 — отримав державну нагороду «Відмінник аграрної науки та освіти»
2005—2009 — завідувач кафедри ветсанітарії та гігієни продукції тваринництва НУБіП України
2009 — завідувач кафедри технології переробки і обігу продукції тваринництва та санітарії переробних підприємств НУБіП України
2012 — директор науково-дослідного інституту здоров'я тварин.
Автор більше 500 наукових та науково-методичних праць, 50 патентів України на винаходи, 12 науково-практичних рекомендацій.
Стаж педагогічної роботи у вищих навчальних закладах III—IV рівнів акредитації — 30 років, у тому числі у Національному університеті біоресурсів і природокористування України — 30 років. Упродовж роботи в Національному Університеті біоресурсів і природокористування України під науковим керівництвом та консультуванням Дмитра Адамовича Засєкіна успішно захистили дипломні роботами 18 спеціалістів ветеринарної медицини, 20 магістрів та 4 кандидатські та 1 докторська дисертації.